# バングラ・デッシュ
「バングラ・デッシュ」（Bangla-Desh）は、ジョージ・ハリスンが1971年8月1日に開催した『バングラデシュ難民救済コンサート』のために書き下ろした楽曲である。コンサートに先立ってスタジオ録音され、同年7月23日にシングル発表された。

## 解説

### 経緯
1971年、ハリスンはシタールの師であるラヴィ・シャンカルから、前年11月にベンガル地方を直撃したボーラ・サイクロンと同年3月に勃発したバングラデシュ独立戦争がもたらした大量の東パキスタン難民の惨状を訴えられた。彼は師の訴えに応えて、本曲を書いてスタジオ録音した。
ハリスンはシャンカルと共同で、8月1日にニューヨークのマディソン・スクエア・ガーデンで午後2時半と午後8時の2回、ロック界初の大規模なチャリティー・コンサートになった『バングラデシュ難民救済コンサート』を開催した。本曲はアンコールで披露され、その模様は同年12月に発表された3枚組ライヴ・アルバムと、翌年に公開された監督ソール・スイマーのドキュメンタリー映画に収録された。

### 内容
コンサートに先立って同年7月23日に発表されたシングルは『ビルボード』誌で最高位23位、『キャッシュボックス』誌では20位、全英では10位を記録した。このスタジオ録音版は、3枚組ライヴ・アルバムに収録されたコンサート録音版よりやや短い。
1976年発売のベスト・アルバム『ザ・ベスト・オブ・ジョージ・ハリスン』に収録された。オリジナル・アルバムには『リヴィング・イン・ザ・マテリアル・ワールド』（1973年）が2014年にCDで再発された際、ボーナス・トラックとして収録された。
B面収録曲の「ディープ・ブルー」 (Deep Blue) は、「バングラ・デッシュ」よりも一足早く、『リヴィング・イン・ザ・マテリアル・ワールド』の2006年の再発CDにボーナス・トラックとして収録された。